# Ushiroyubi Sasaregumi
Ushiroyubi Sasaregumi (うしろゆびさされ組 Sasaregumi Ushiroyubi). Fue un subgrupo ídol japonés formado por dos miembros del grupo Onyanko Club, Yukiko Iwai y Mamiko Takai. Estuvo activo durante el mismo periodo que su grupo base, en 1986.

## Biografía
Ushiroyubi Sasaregumi debutó el 30 de septiembre de 1985 con Takai e Iwai como integrantes, cuando Fuji Television necesitaba cantantes que interpretaran los tema del anime High School! Kimengumi. Tras este hecho, el productor del grupo Yasushi Akimoto propuso en primera instancia los nombres Kiwigumi y Papayagumi. Finalmente decidieron que el nombre de la agrupación sería Ushiroyubi Sasaregumi tras el fracaso como propuesta de los dos anteriores.
El grupo lanzaría entonces su primer sencillo, que llevó por título el mismo nombre de la agrupación, siendo utilizado como tema de apertura para ese anime. Cabe destacar que en algunas de sus canciones, se escuchan las voces de fondo de las integrantes de Onyanko Club. A este single le siguieron seis más en los años posteriores, tres albums de estudio, dos Best Album y dos PhotoBooks, además de incluir algunos de sus temas en los distintos OST de dicho anime.

## Separación
Ushiroyubi Sasaregumi se separó en abril de 1987, tras la salida de Mamiko Takai. Con la disolución, fueron sucedidas por el grupo Ushirogami Hikaretai (1987 - 1988).

## Curiosidades
La formación tenía una apariencia particular, debido a la diferencia de estatura entre las adolescentes. Mamiko tiene una altura de 158cm, mientras que Yukiko posee una 
altura de 151cm, teniendo gran similitud con las protagonistas del anime High Scholl! Kimengumi.

## Álbumes de estudio
- [1986.12.15] BALANCING TOY
- [1987.03.11] Unlimited